# Atlas Československé socialistické republiky
Atlas Československé socialistické republiky je československý národní atlas, který vydala Československá akademie věd a Ústřední správa geodézie a kartografie. Atlas je komplexním vědeckým a uměleckým dílem, na kterém se podílelo mnoho institucí tehdejší doby v čele s Českou a Slovenskou akademií věd, obsahuje ucelený přehled o přírodě, hospodářství, obyvatelstvu a kultuře Československa.
Atlas kartograficky zpracoval a vytiskl Kartografický a reprodukční ústav v Praze. Odpovědným redaktorem byl Jindřich Svoboda, technickým redaktorem díla byl Bohumil Stehlík. Redakční uzávěrka proběhla v lednu 1966, v červenci až září 1966 byl atlas vytištěn, v prosinci téhož roku byl atlas vydán nákladem 10 555 výtisků. 
Atlas obsahuje předmluvu, přehled institucí a lidí podílejících se na díle, obsah, základní prameny a literaturu, úvod, jednotlivé mapové listy a rejstřík. Mapové listy, kterých atlas obsahuje celkem 58, jsou doplněny českým odborným komentářem, také zahrnují souhrny a vysvětlivky v anglickém a ruském jazyce. Většina map byla vytvořena právě pro toto dílo, některé byly převzaty z Geologického atlasu ČSSR (1966) anebo upraveny podle Atlasu podnebí Československé republiky (1958). Mapové listy jsou rozděleny do 7 tematických oddílů: přírodní prostředí, obyvatelstvo, průmysl, zemědělství, doprava a spoje, životní úroveň. Atlas obsahuje celkem 433 map a další diagramy. Devět stran rejstříku obsahuje geografické, místní a pomístní názvy, které jsou uvedeny v atlasu. 
Mapy jsou vyhotoveny v stejnoplochém kuželovém zobrazení v poloze normální s nezkreslenou 49°30′ rovnoběžkou.